# Epfig
Epfig [ɛpfiɡ] est une commune française située dans la circonscription administrative du Bas-Rhin et, depuis le 1er janvier 2021, dans le territoire de la Collectivité européenne d'Alsace, en région Grand Est.
Cette commune se trouve dans la région historique et culturelle d'Alsace.
Ses habitants sont appelés les Epfigeois et Epfigeoises.

## Géographie
Le village d'Epfig se trouve au pied de la colline de l'Ungersberg dans le canton de Barr et l'arrondissement de Sélestat-Erstein. La commune s'étend sur 2 200 hectares, dont 560 plantés de vigne, ce qui en fait la plus grande commune viticole d'Alsace. Les habitants sont connus sous le nom des Epfigeois. Epfig dispose en outre l'une des plus importantes cultures céréalières et de prairie du département. Le village se situe à 6 km au sud-est du canton de Barr.
| Eichhoffen             | Saint-Pierre     | Stotzheim             |
| Itterswiller Nothalten | Epfig            | Sermersheim Kogenheim |
| Blienschwiller         | Dambach-la-Ville | Ebersheim             |

### Écarts et lieux-dits
- Sainte Marguerite ;
- Fronholz ;
- Finkwiller.

### Cours d'eau
- La Schernetz.

### Hydrographie

#### Réseau hydrographique
La commune est dans le bassin versant du Rhin au sein du bassin Rhin-Meuse. Elle est drainée par le ruisseau la Scheer, le ruisseau Schernetz, le ruisseau Viehgraben et le ruisseau Pflintzgraben,.
La Scheer, d'une longueur de 40 km, prend sa source dans la commune de Scherwiller et se jette  dans l'Andlau à Fegersheim, après avoir traversé 20 communes. 

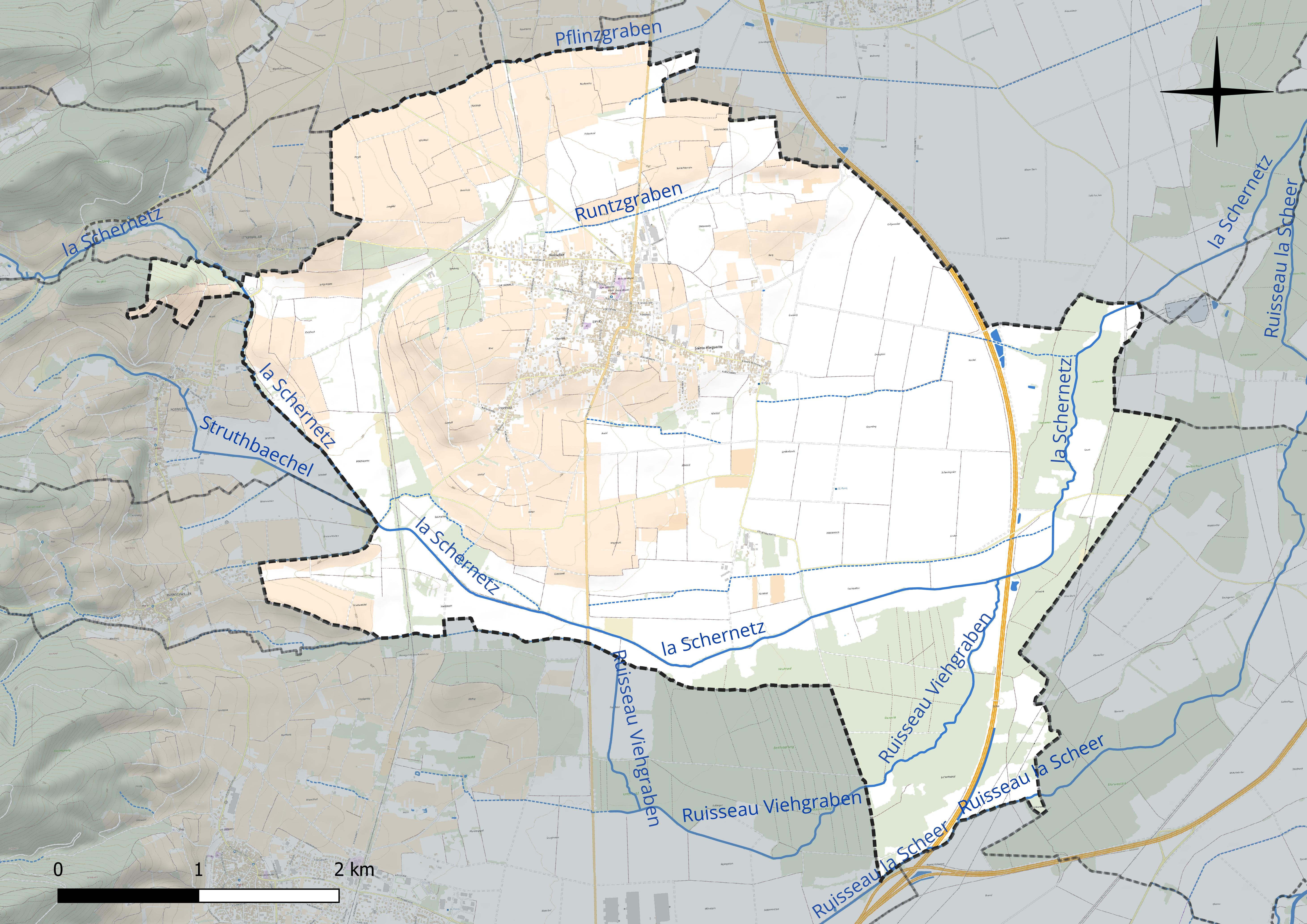
Réseau hydrographique d'Epfig.

Le ruisseau Schernetz, d'une longueur de 18 km, prend sa source dans la commune de Reichsfeld et se jette  dans la Scheer à Kertzfeld, après avoir traversé sept communes. 

#### Gestion et qualité des eaux
Le territoire communal est couvert par le schéma d'aménagement et de gestion des eaux (SAGE) « Ill Nappe Rhin ». Ce document de planification concerne la nappe phréatique rhénane, les cours d'eau de la plaine d'Alsace et du piémont oriental du Sundgau, les canaux situés entre l'Ill et le Rhin et les zones humides de la plaine d'Alsace. Le périmètre s’étend sur 3 596 km2. Il a été approuvé le 17 janvier 2005. La structure porteuse de l'élaboration et de la mise en œuvre est la région Grand Est. 
La qualité des cours d’eau peut être consultée sur un site dédié géré par les agences de l’eau et l’Agence française pour la biodiversité. 

### Climat
Pour des articles plus généraux, voir Climat du Grand Est et Climat du Bas-Rhin.
En 2010, le climat de la commune est de type climat des marges montargnardes, selon une étude du Centre national de la recherche scientifique s'appuyant sur une série de données couvrant la période 1971-2000. En 2020, Météo-France publie une typologie des climats de la France métropolitaine dans laquelle la commune est exposée à un climat semi-continental et est dans une zone de transition entre les régions climatiques « Vosges » et « Alsace ». 
Pour la période 1971-2000, la température annuelle moyenne est de 10,4 °C, avec une amplitude thermique annuelle de 17,6 °C. Le cumul annuel moyen de précipitations est de 597 mm, avec 7,9 jours de précipitations en janvier et 9,9 jours en juillet. Pour la période 1991-2020, la température moyenne annuelle observée sur la station météorologique de Météo-France la plus proche, « Le Hohwald_sapc », sur la commune du Hohwald à 11 km à vol d'oiseau, est de 8,8 °C et le cumul annuel moyen de précipitations est de 1 129,1 mm. 
La température maximale relevée sur cette station est de 35,6 °C, atteinte le 25 juillet 2019 ; la température minimale est de −20,5 °C, atteinte le 7 février 1991,,. 
Les paramètres climatiques de la commune ont été estimés pour le milieu du siècle (2041-2070) selon différents scénarios d'émission de gaz à effet de serre à partir des nouvelles projections climatiques de référence DRIAS-2020. Ils sont consultables sur un site dédié publié par Météo-France en novembre 2022.

## Urbanisme

### Typologie
Au 1er janvier 2024, Epfig est catégorisée bourg rural, selon la nouvelle grille communale de densité à sept niveaux définie par l'Insee en 2022.
Elle appartient à l'unité urbaine d'Epfig, une unité urbaine monocommunale constituant une ville isolée,. La commune est en outre hors attraction des villes,.

### Occupation des sols
L'occupation des sols de la commune, telle qu'elle ressort de la base de données européenne d’occupation biophysique des sols Corine Land Cover (CLC), est marquée par l'importance des territoires agricoles (79,5 % en 2018), une proportion sensiblement équivalente à celle de 1990 (79,7 %). La répartition détaillée en 2018 est la suivante : 
zones agricoles hétérogènes (28 %), terres arables (27,4 %), cultures permanentes (24,1 %), forêts (14,8 %), zones urbanisées (5,7 %). L'évolution de l’occupation des sols de la commune et de ses infrastructures peut être observée sur les différentes représentations cartographiques du territoire : la carte de Cassini (XVIIIe siècle), la carte d'état-major (1820-1866) et les cartes ou photos aériennes de l'IGN pour la période actuelle (1950 à aujourd'hui).

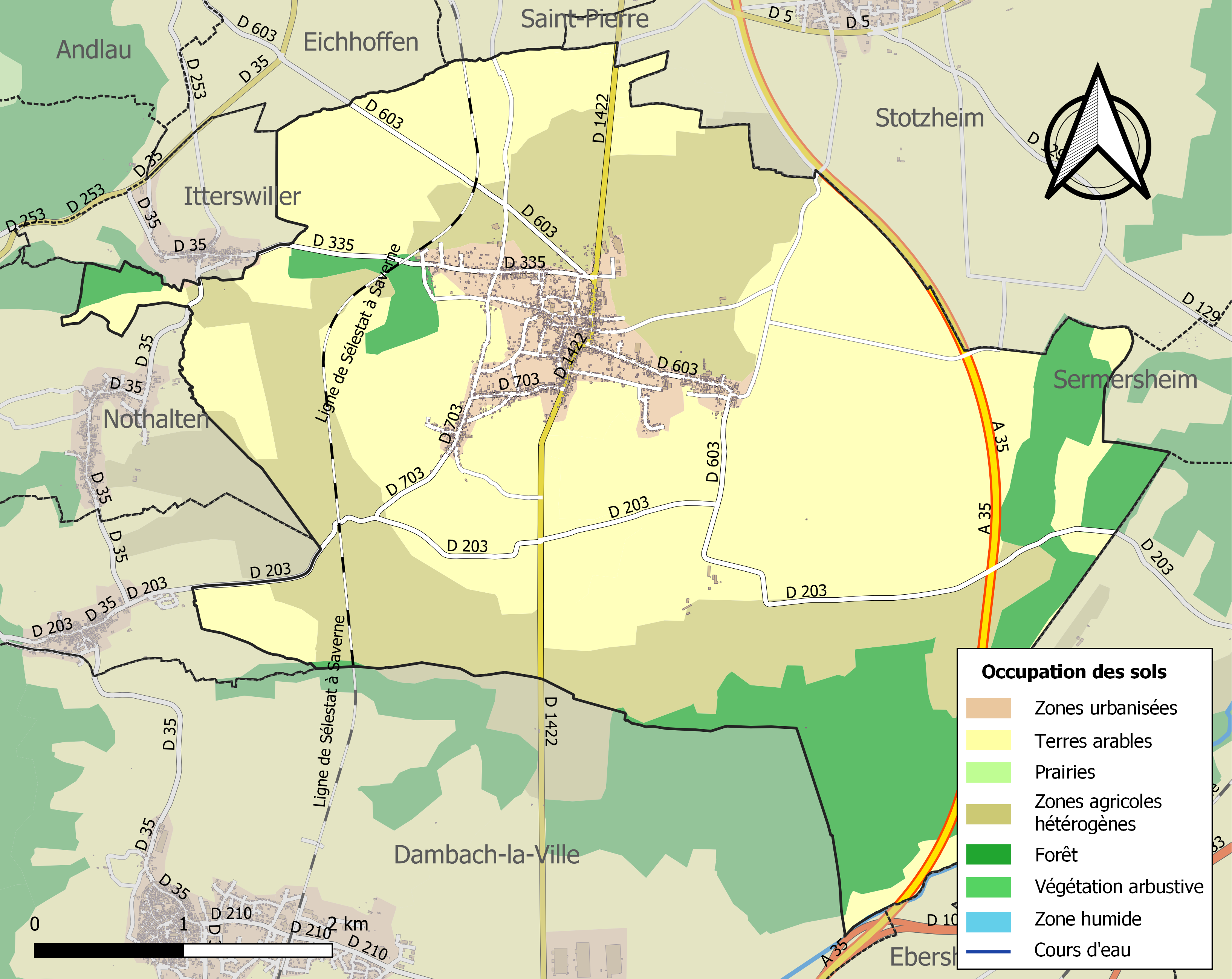
Carte des infrastructures et de l'occupation des sols de la commune en 2018 (CLC).

## Toponymie
Attestations anciennes pour certaines germanisées et pour d'autres latinisées :
Chepheka en 763 ; Ephico en 1125 ; Epfeche en 1133 ; Epfiche en 1162 ; Epfeche en 1163 ; Epfiche en 1226 ; Epiaco ou Epiaca au XIIe siècle.
D'un type toponymique celtique *Epiākon ou gallo-roman *EPIACU que l'on retrouve en Grande-Bretagne Epiacum. La forme de 763 est déjà germanisée, le graphe ph notant en vieux haut allemand la consonne affriquée [pf] de l'allemand moderne qui résulte de la mutation haut allemande de [p], d'où Epi- > Ephi- > Epfi-. Il se compose d'un des noms celtique du cheval epos, aussi fréquemment attesté dans l'anthroponymie gauloise Eppius, Epponus, Epillus ou Eporedorix, chef gaulois. Le second élément est le suffixe celtique -ākon (ou -acos) - latinisé en -(i)acum - de localisation, puis de propriété,,,. Il signifie soit « lieu des chevaux » soit « propriété d'Eppius ».
Albert Dauzat considère le nom de personne Eppius comme latin et Ernest Nègre comme roman.

## Histoire

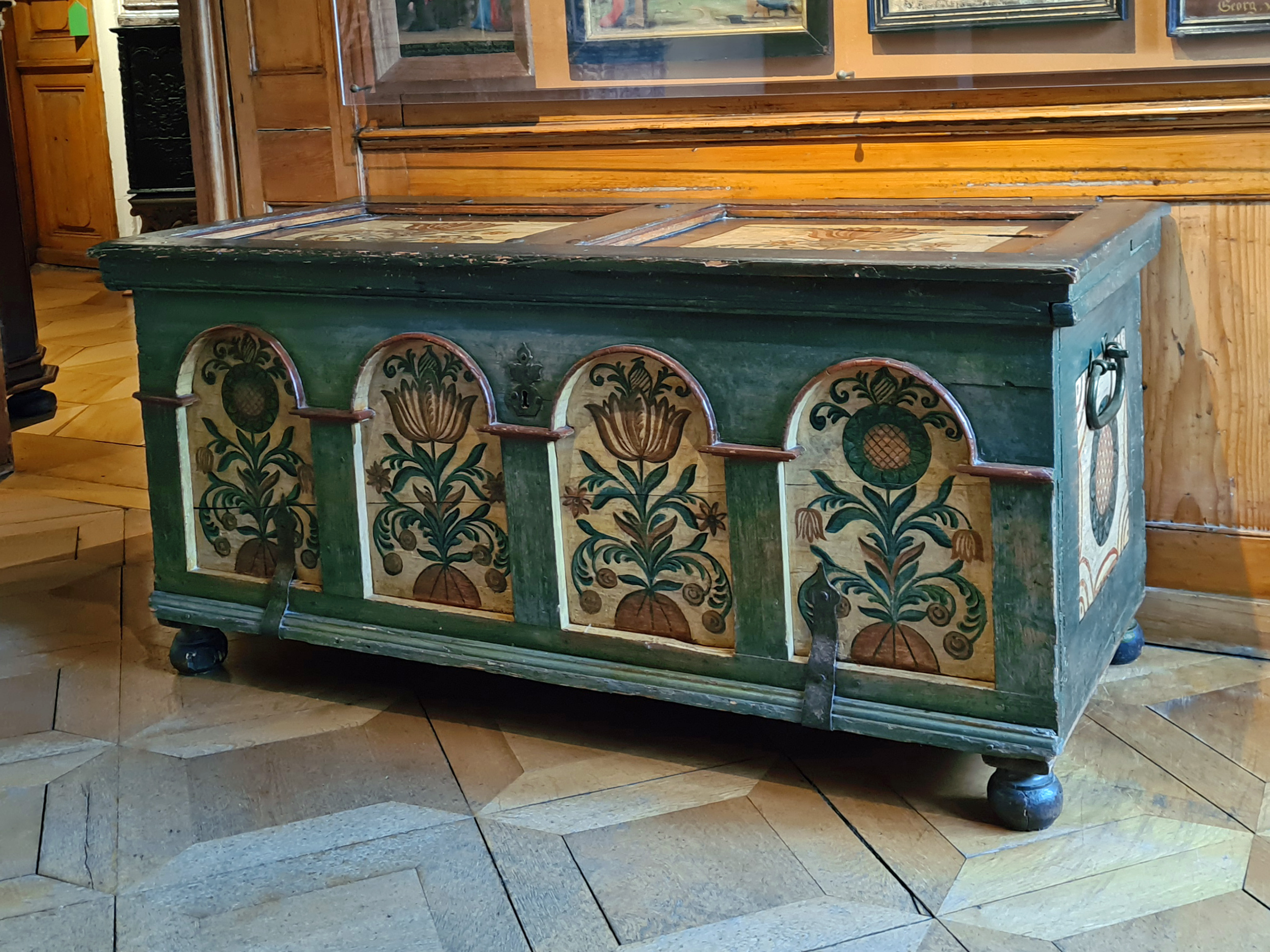
Coffre polychrome de la fin du XVIIIe siècle.

Ce bourg remontant à la plus haute Antiquité a été occupé par des populations celtes et germaniques. Sous l'Empire romain, la cité était connue sous le nom d' Epiacum (dont la forme Apica est probablement une cacographie). Les troupes romaines y auraient planté, dès le début de leur présence, les premiers plants de vignes. Des immigrants alamans se mêlent peu à peu aux populations locales gallo-romaines originelles et le bas latin est remplacé par un dialecte alémanique.
Dans les textes entre le XIIe et le XVIIe siècle il est fait mention du cimetière fortifié d'Epfig, appelé aussi « château ».
À partir du XIIe siècle, les évêques de Strasbourg qui y possédaient un château, dont il ne reste qu'une partie d'une tour et des caves voûtées, dominent la ville. Epfig est complètement ruinée en 1439, lors des premières incursions du parti armagnac. Il est une deuxième fois détruit en 1632 lors de la guerre de Trente Ans. Entre le XIe et le XIVe siècle est érigée une chapelle romaine portant le nom de sainte Marguerite qui possède un porche unique en Alsace et un ossuaire dont la plupart des ossements provient de la destruction du village disparu et voisin de Kollwiller. Au XVIIIe, le cardinal de Rohan fait construire une résidence à côté du donjon. À cette époque, le village d'Epfig possédait 60 puits et un calvaire de trois croix.

### Héraldique
| Blason de Epfig | Blason  | De sable à la bande d'argent accompagnée de deux rameaux du même. |
| Blason de Epfig | Détails |                                                                   |

## Démographie
L'évolution du nombre d'habitants est connue à travers les recensements de la population effectués dans la commune depuis 1793. Pour les communes de moins de 10 000 habitants, une enquête de recensement portant sur toute la population est réalisée tous les cinq ans, les populations de référence des années intermédiaires étant quant à elles estimées par interpolation ou extrapolation. Pour la commune, le premier recensement exhaustif entrant dans le cadre du nouveau dispositif a été réalisé en 2004.

En 2022, la commune comptait 2 239 habitants, en évolution de −1,54 % par rapport à 2016 (Bas-Rhin : +3,17 %, France hors Mayotte : +2,11 %).
| 1793  | 1800  | 1806  | 1821  | 1831  | 1836  | 1841  | 1846  | 1851  |
| ----- | ----- | ----- | ----- | ----- | ----- | ----- | ----- | ----- |
| 2 006 | 2 160 | 2 082 | 2 177 | 2 448 | 2 942 | 2 861 | 3 004 | 2 962 |

| 1856  | 1861  | 1866  | 1871  | 1875  | 1880  | 1885  | 1890  | 1895  |
| ----- | ----- | ----- | ----- | ----- | ----- | ----- | ----- | ----- |
| 2 925 | 2 976 | 3 008 | 2 745 | 2 712 | 2 567 | 2 513 | 2 502 | 2 423 |

| 1900  | 1905  | 1910  | 1921  | 1926  | 1931  | 1936  | 1946  | 1954  |
| ----- | ----- | ----- | ----- | ----- | ----- | ----- | ----- | ----- |
| 2 423 | 2 276 | 2 208 | 1 898 | 1 852 | 1 752 | 1 700 | 1 672 | 1 612 |

| 1962  | 1968  | 1975  | 1982  | 1990  | 1999  | 2004  | 2006  | 2009  |
| ----- | ----- | ----- | ----- | ----- | ----- | ----- | ----- | ----- |
| 1 718 | 1 666 | 1 691 | 1 704 | 1 753 | 1 947 | 1 996 | 2 113 | 2 149 |

| 2014  | 2019  | 2022  | - | - | - | - | - | - |
| ----- | ----- | ----- | - | - | - | - | - | - |
| 2 279 | 2 247 | 2 239 | - | - | - | - | - | - |

## Lieux et monuments

### La chapelle Sainte-Marguerite
La tradition fait remonter la chapelle Sainte-Marguerite à l'endroit où se trouvait au Xe siècle un couvent de moniales dédiée à sainte Berthe fille d'un leude de Clovis II. Ce couvent aurait été selon la tradition fondé en 895 par Rothrude, fille de Lothaire Ier et d'Ermengarde, abbesse d'Erstein pour les religieuses du couvent de Blangy-en-Artois qui avaient dû fuir les Normands. La chapelle cémétériale actuelle est de style roman, construite dans le premier quart du XIe siècle. Son plan bâtard combine le plan centré et la forme de la croix latine. La nef unique est orientée vers l'ouest, et se termine par un chevet plat. Au début du XIIe siècle, on adjoignit à l'édifice un petit porche.

### Ossuaire
Accolé au mur nord de la nef, un ossuaire de date indéterminée a été reconstruit à l'identique sur les fondations d'origine lors d'une importante réfection d'ensemble menée par Antoine Ringeisen entre 1872 et 1879. Généralement, les ossuaires alsaciens renferment les ossements de cimetières désaffectés ou de fosses trop pleines. Il a ainsi été avancé qu'il puisse renfermer les défunts du village disparu de Kollwiller. Toutefois, selon la tradition orale et écrite, cet ossuaire abrite les crânes des paysans morts à la bataille de Scherwiller, massacrés par les troupes du duc Antoine de Lorraine le 20 mai 1525 (révolte des Rustauds). Selon des recherches menées par l'équipe de Jean Lavergne, il s'agit bel et bien de morts au combat. Sur un échantillon aléatoire de 212 crânes, le quart présente de graves traumatismes. Il s'agit d'hommes dans la force de l'âge et non de femmes ou d'enfants. Les os ont été fracassés par des coups de masse ou d'épées assénés de haut en bas, sans doute par des cavaliers en selle.

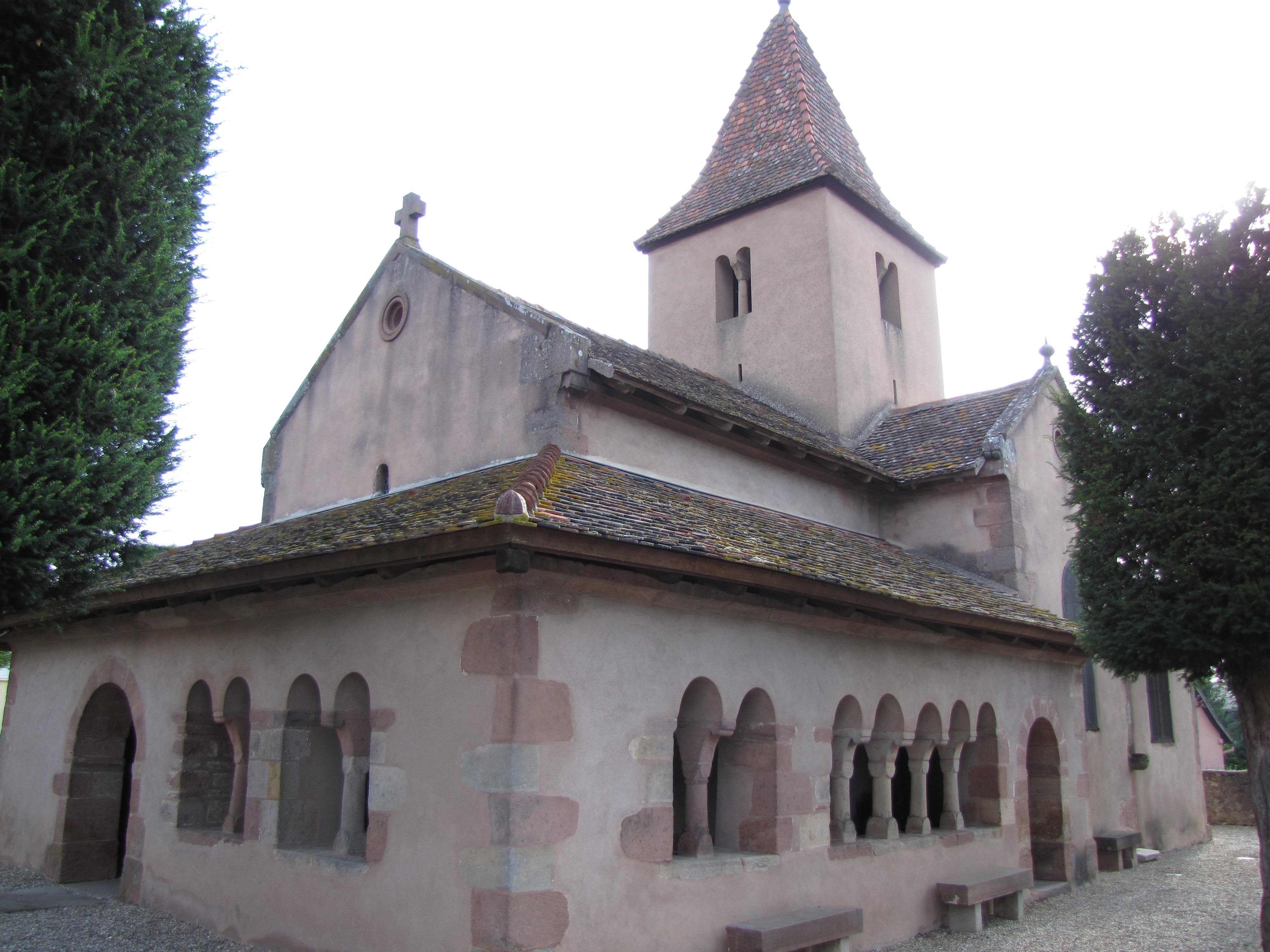
Chapelle Sainte-Marguerite.
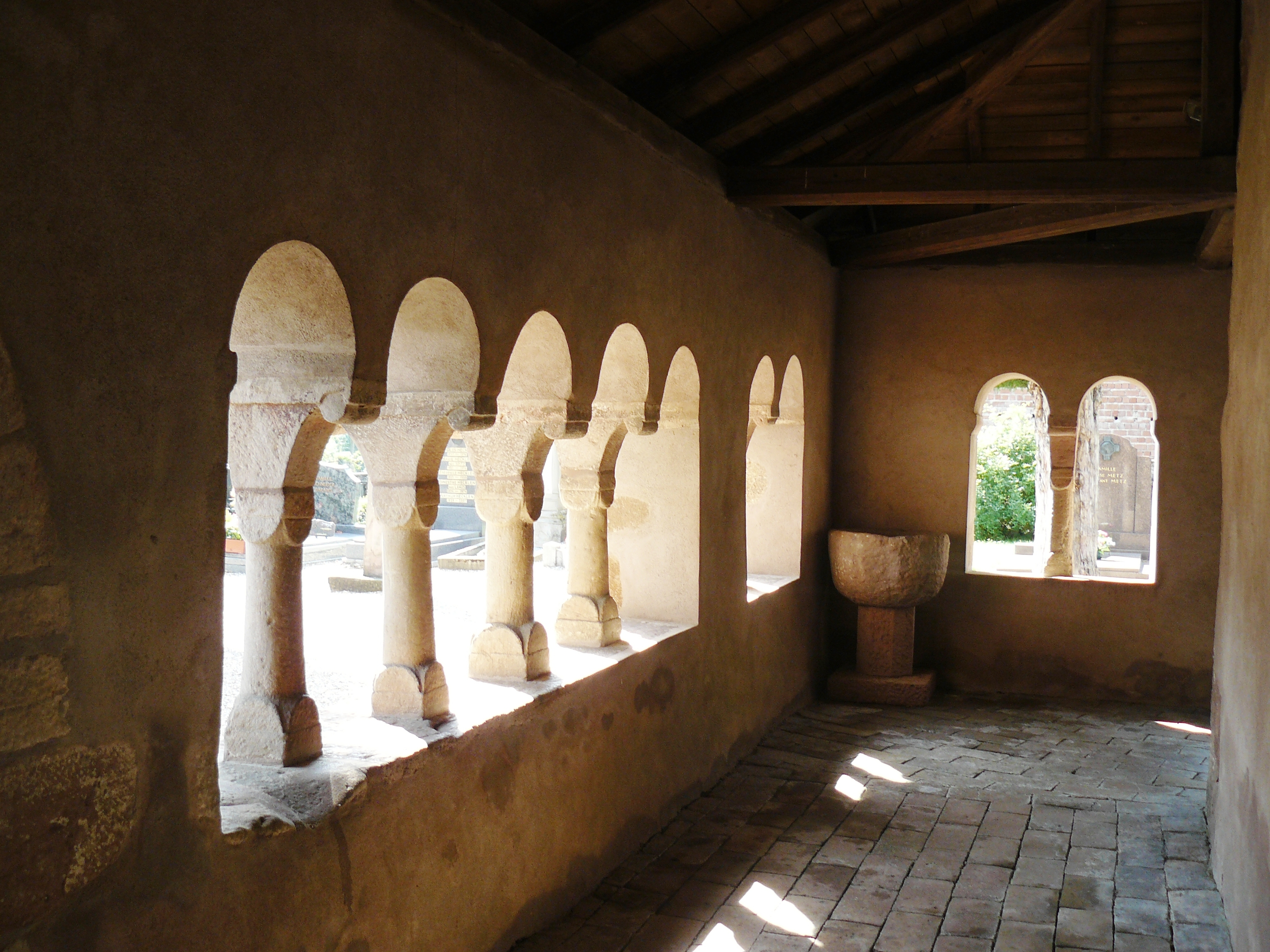
Arcades et fenêtres jumelées de la chapelle Sainte-Marguerite.
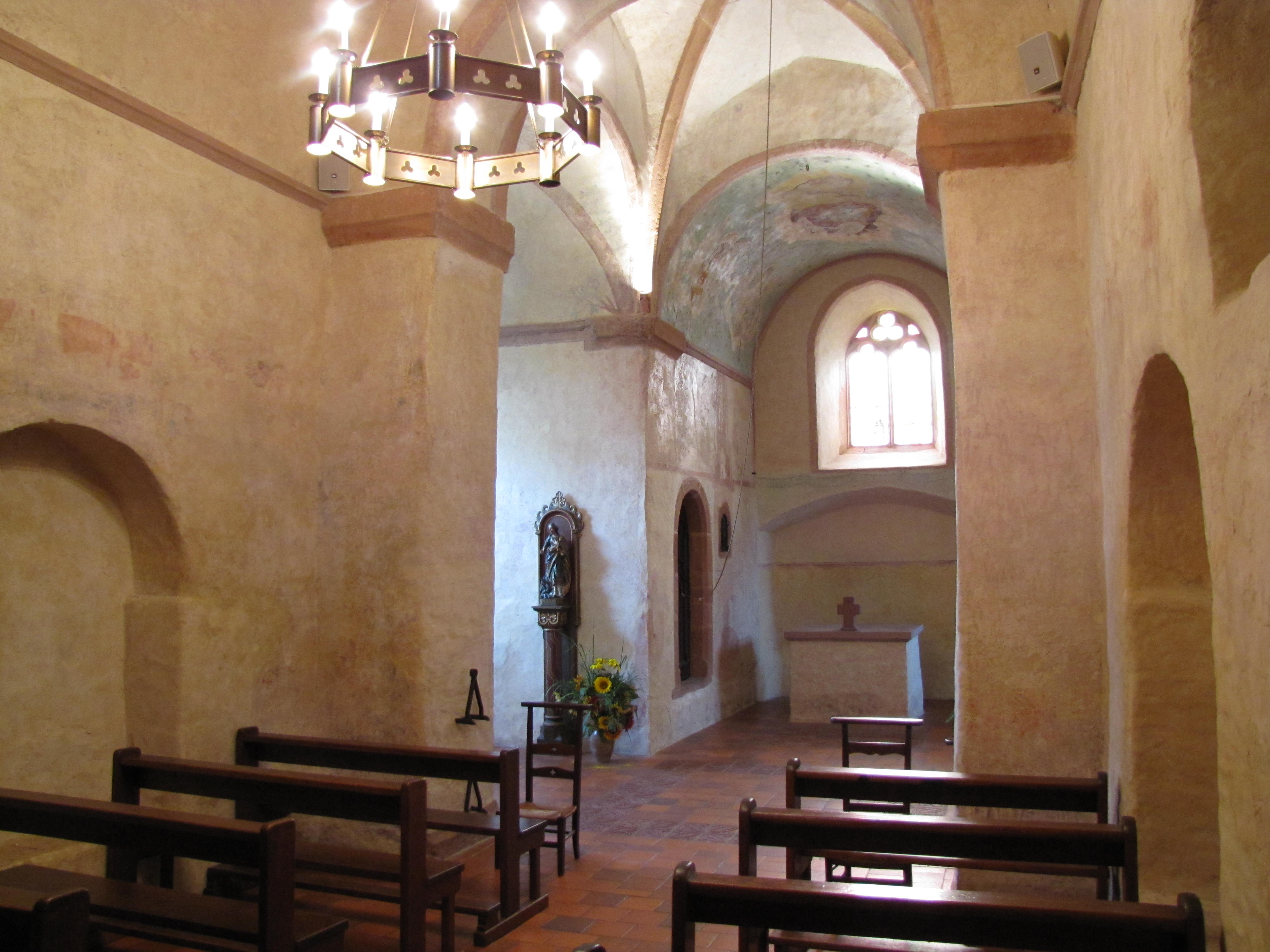
Intérieur de la chapelle Sainte-Marguerite.
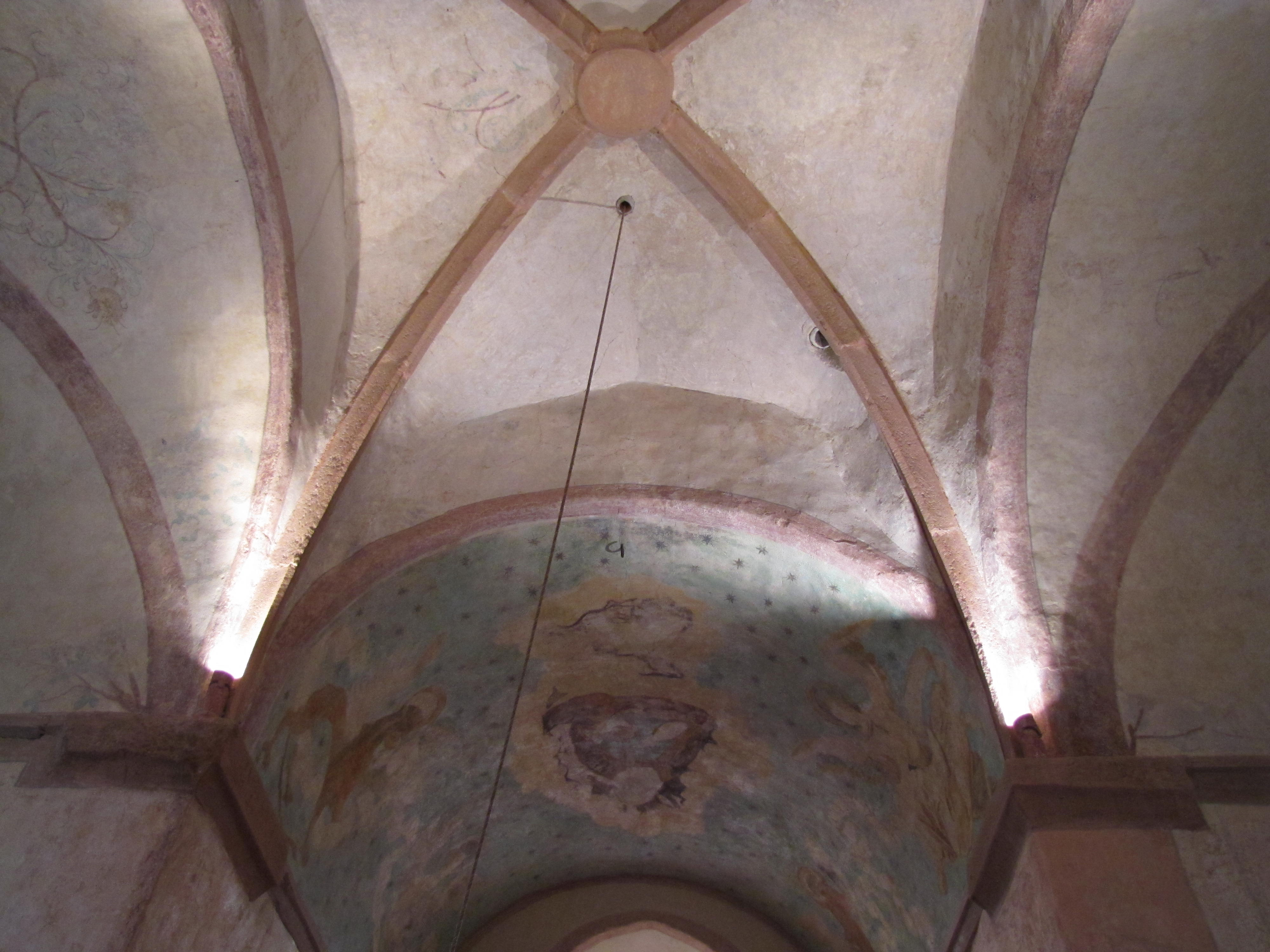
Voûte de la chapelle Sainte-Marguerite.
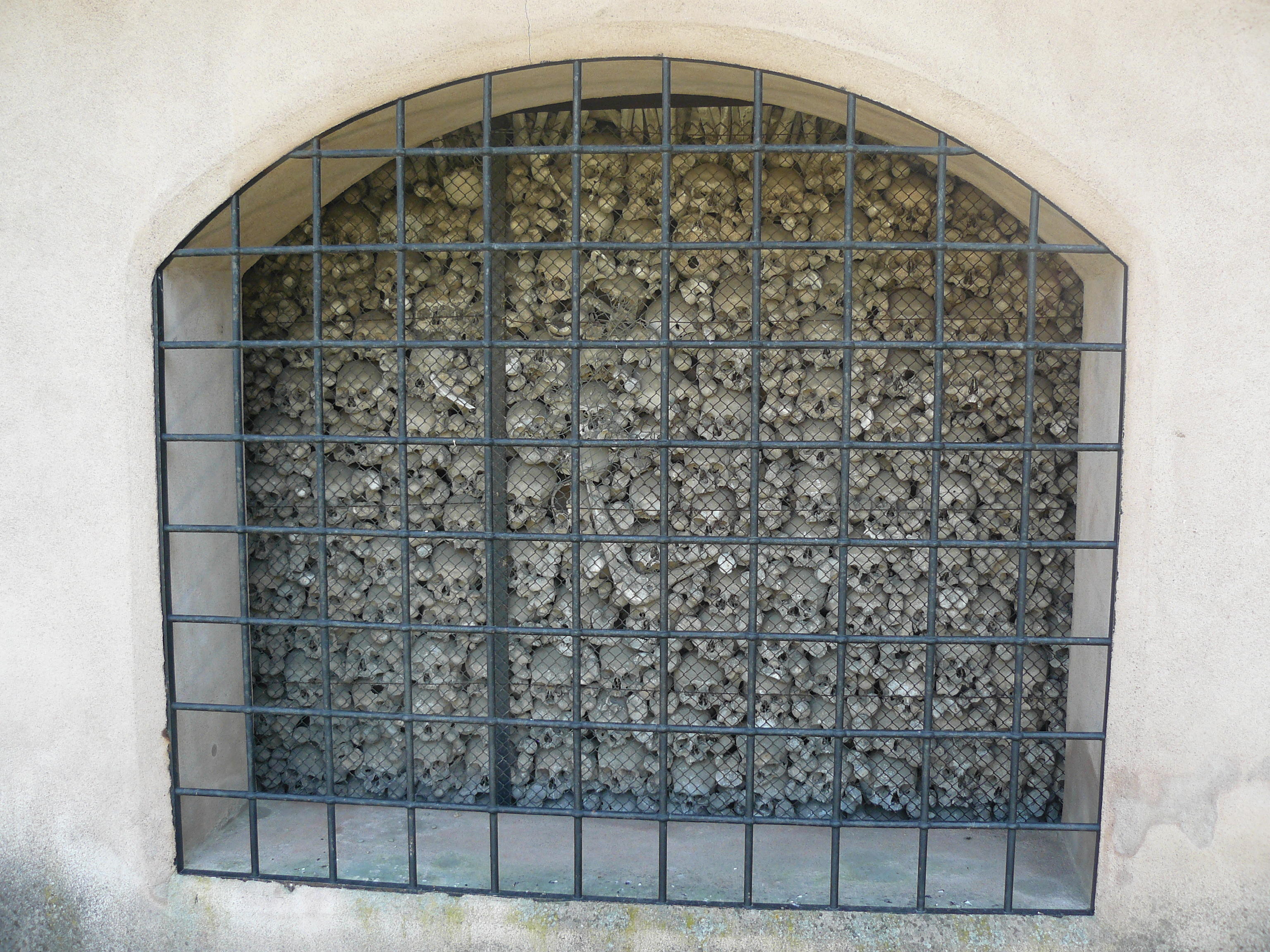
Ossuaire de la chapelle Sainte-Marguerite.

### Église Saint-Georges
La première église datant du VIIIe siècle a probablement été détruite en 1198 et remplacé par un édifice de style roman. L'église actuelle est reconstruite à la fin du XVIIIe siècle par l'architecte Pierre-Michel d'Ixnard (1723-1795).

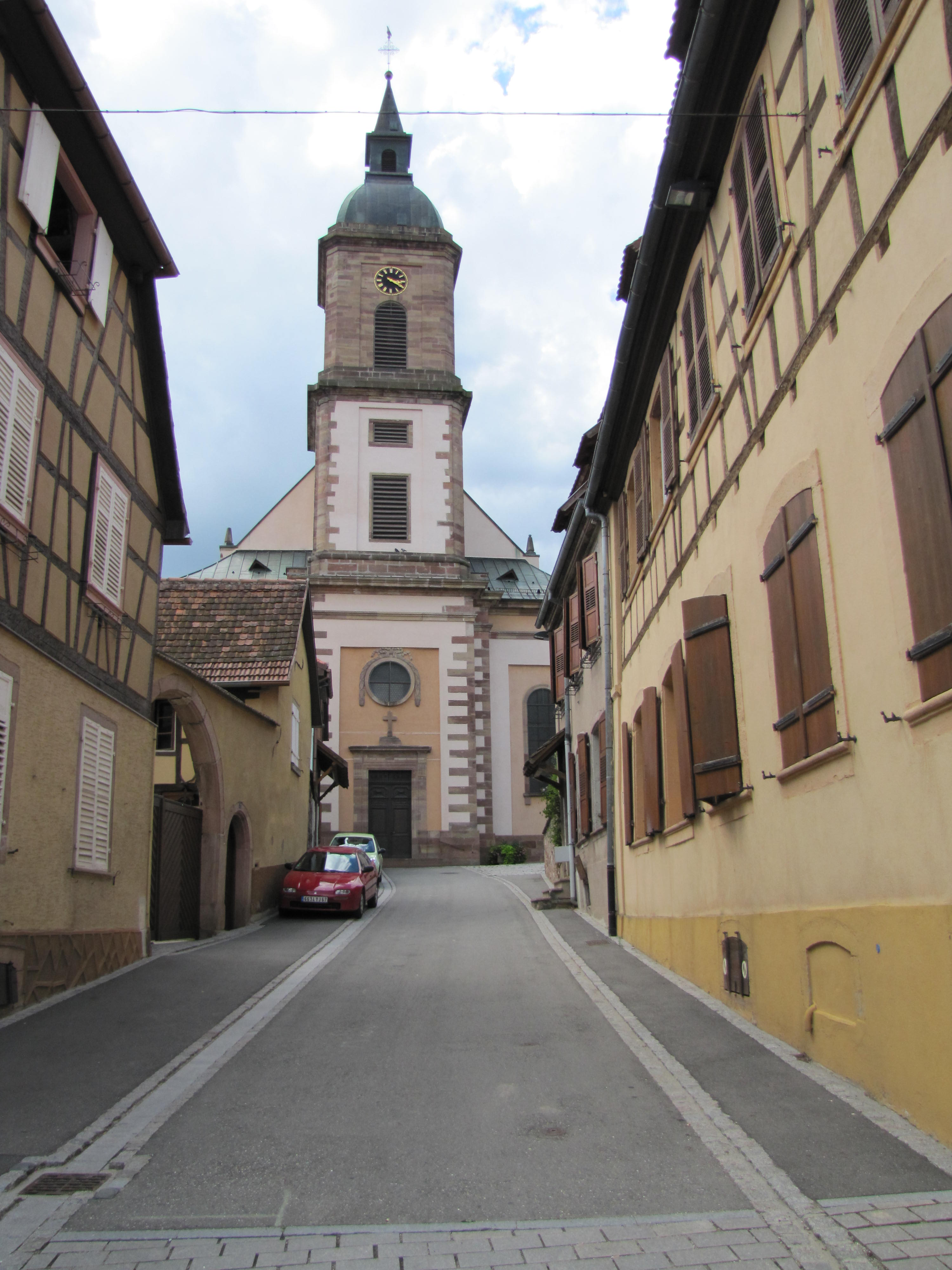
Église Saint-Georges (XVIIIe).
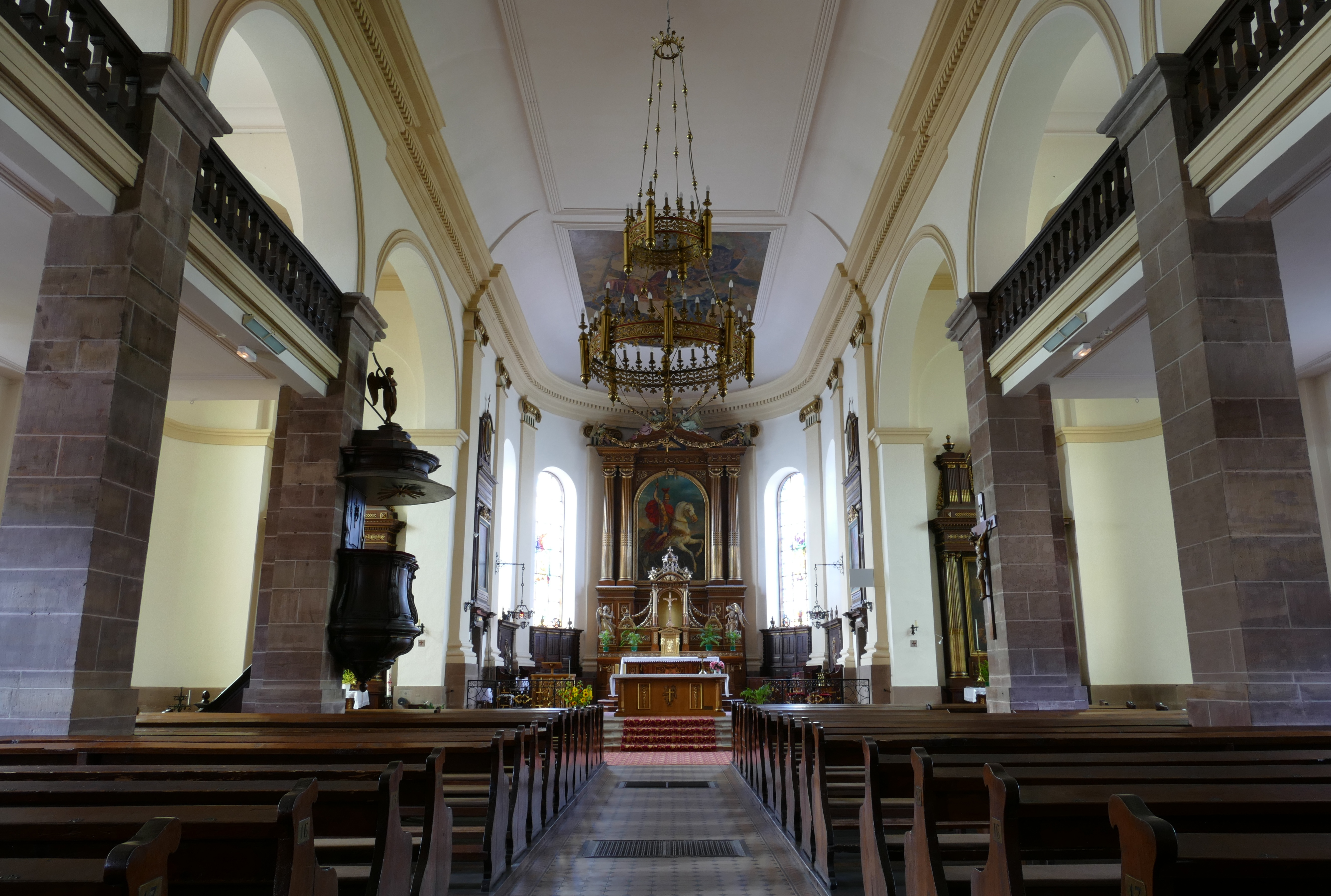
Vue intérieure de la nef vers le chœur.
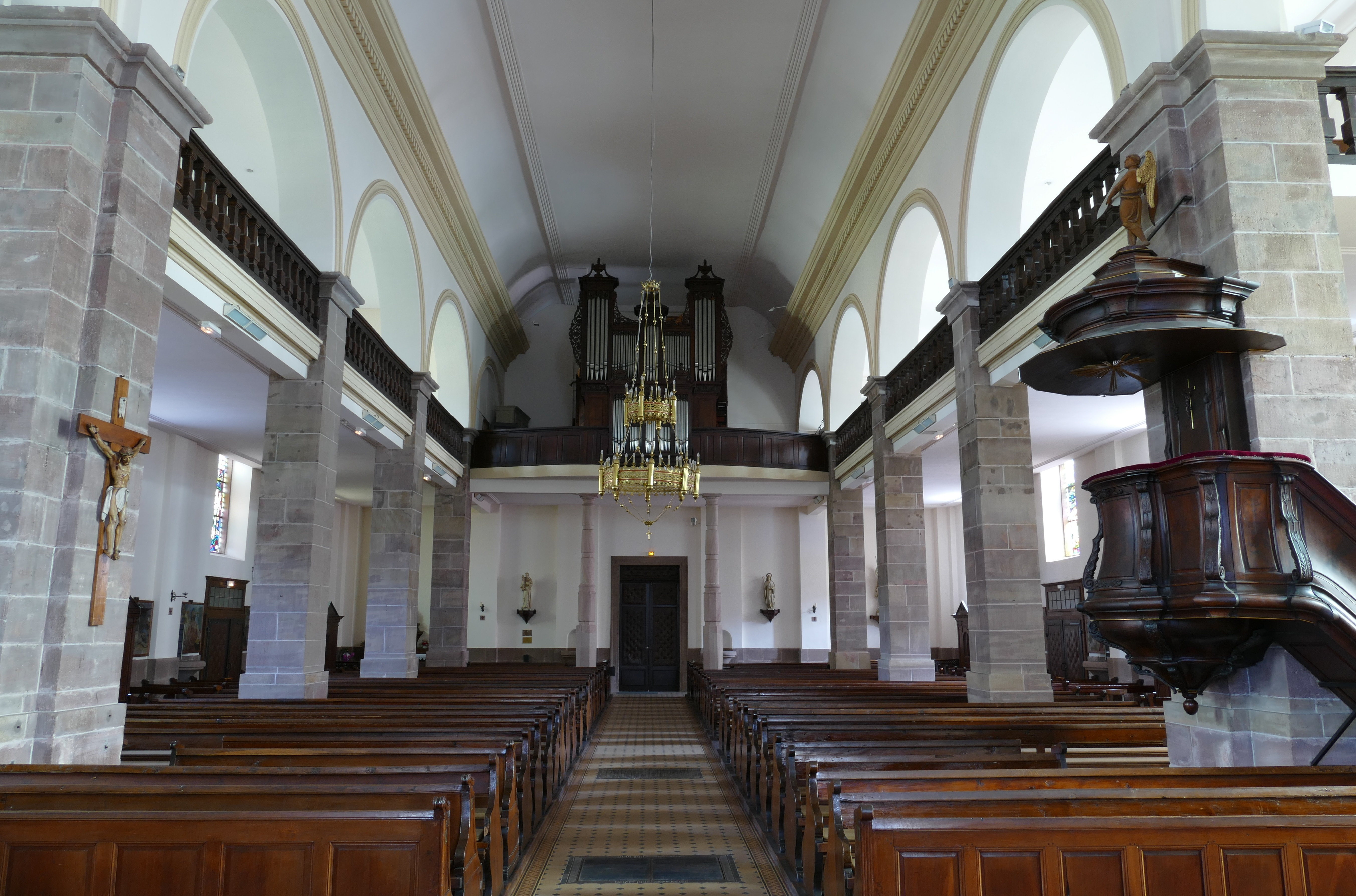
Vue intérieure de la nef vers la tribune d'orgue.
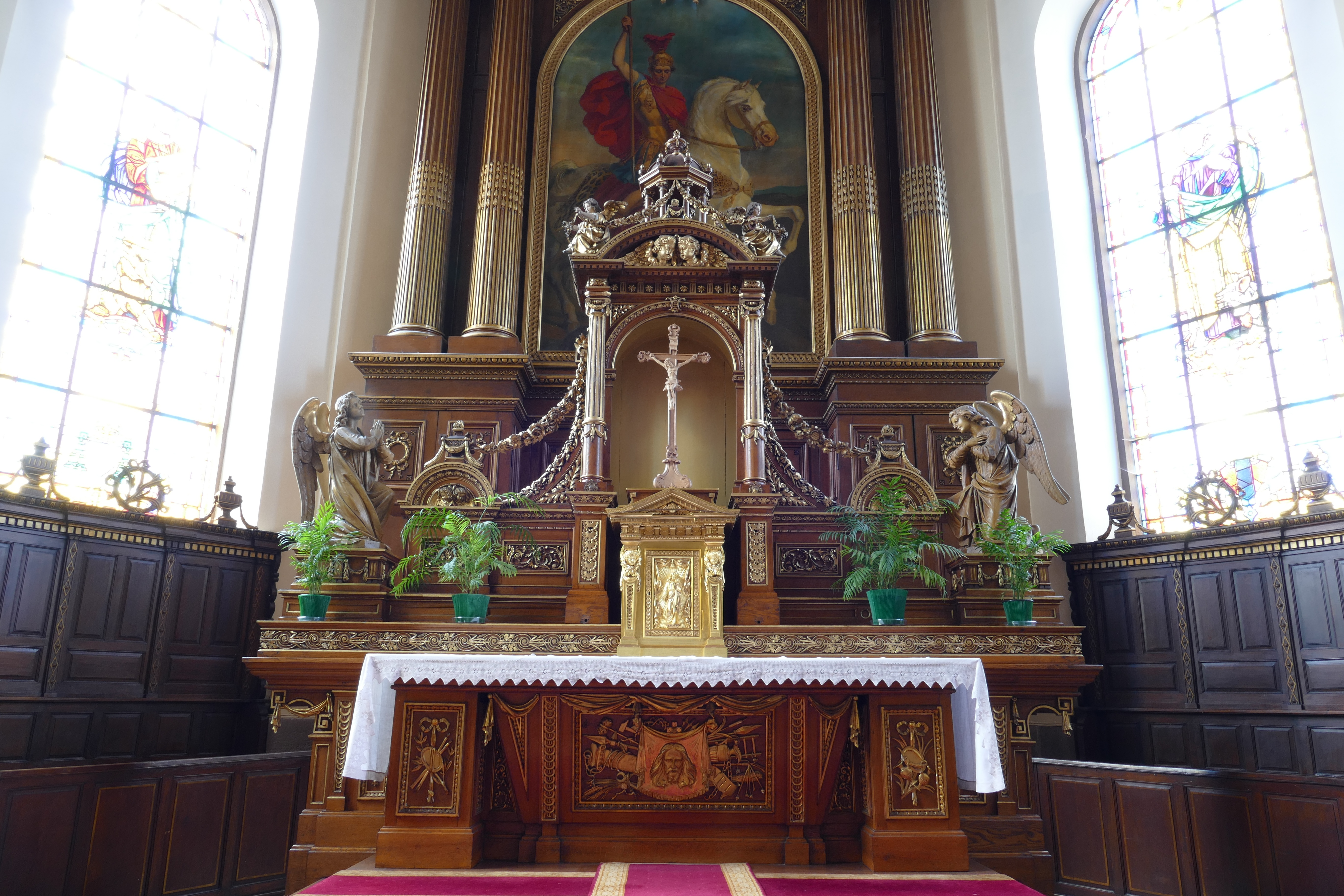
Maître-autel (XIXe).
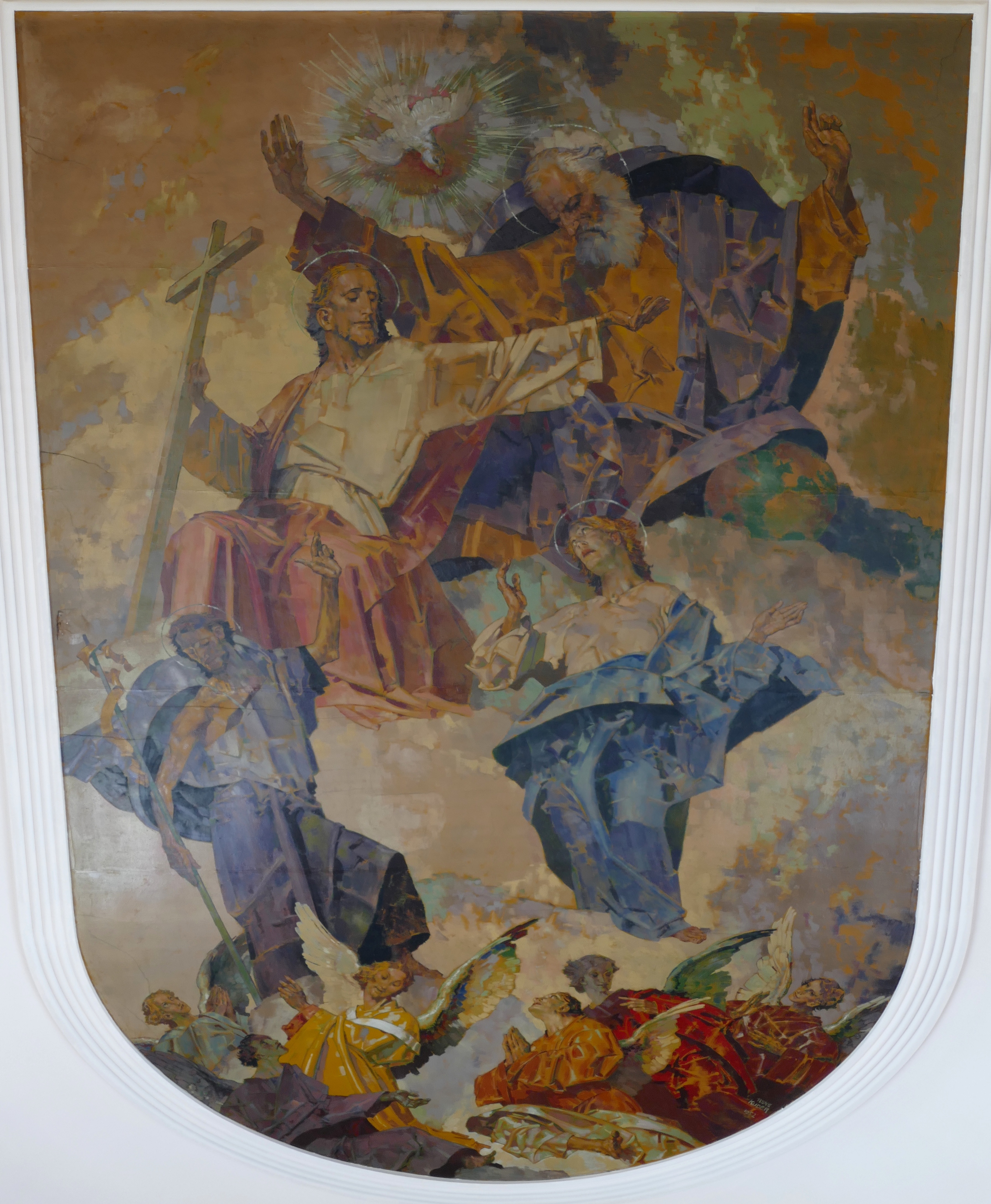
Fresque « Assomption » (XXe).

### Hôtel de ville (1857)
L'hôtel de ville a été construit en 1749 par l'architecte Antoine Ringeisen de l'arrondissement de Sélestat. Il est notamment chargé de veiller et de diriger les travaux des bâtiments publics et culturels de la région. Ses archives, qui couvrent les périodes 1840-1889, sont précieusement conservées à la Bibliothèque humaniste de Sélestat.

### Autres monuments
- Presbytère
- Maison de 1725
- Puits à treuil (1749)
- Calvaire de 1788
- Maisons à pan de bois

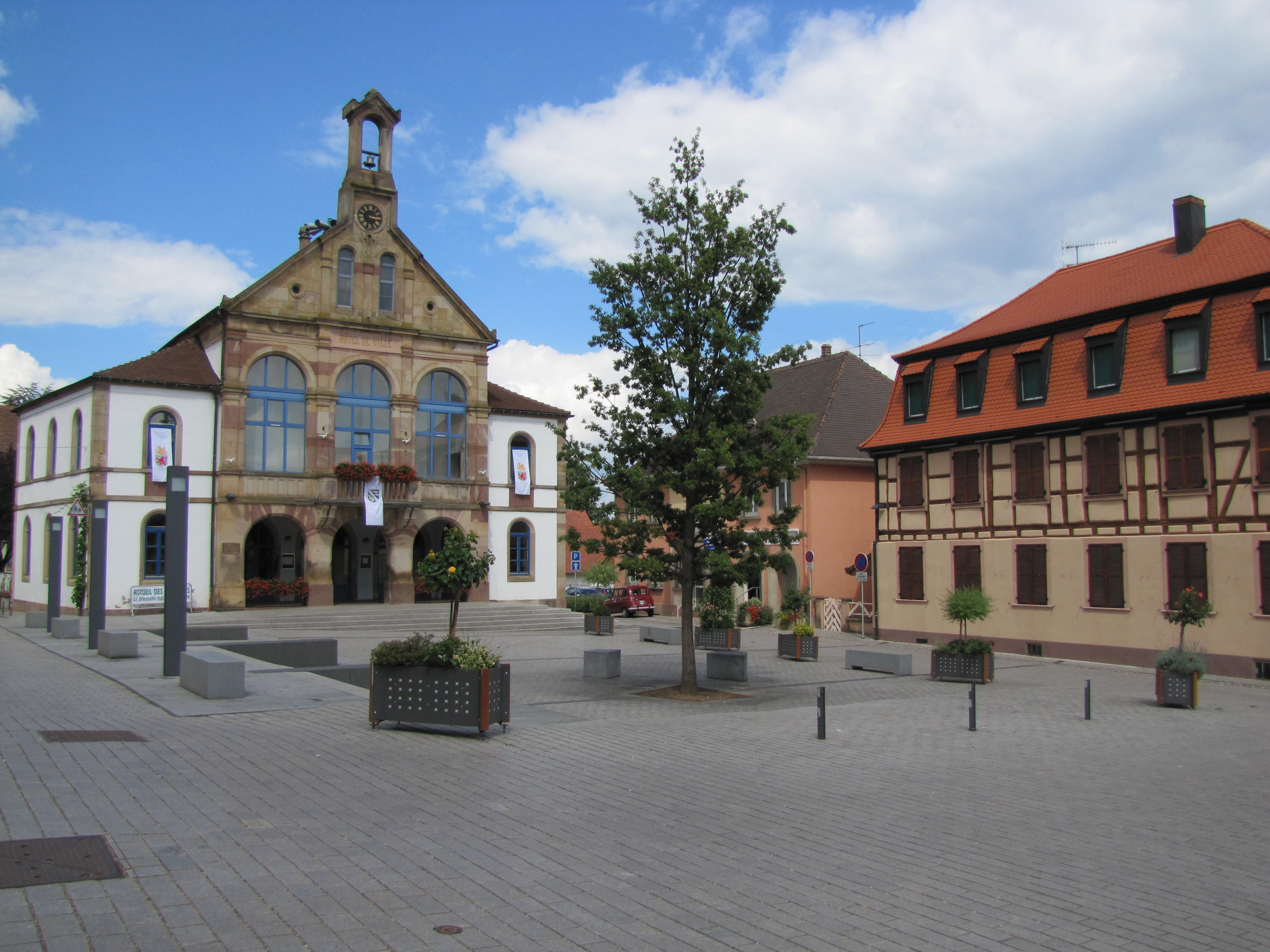
Hôtel de ville (1857).
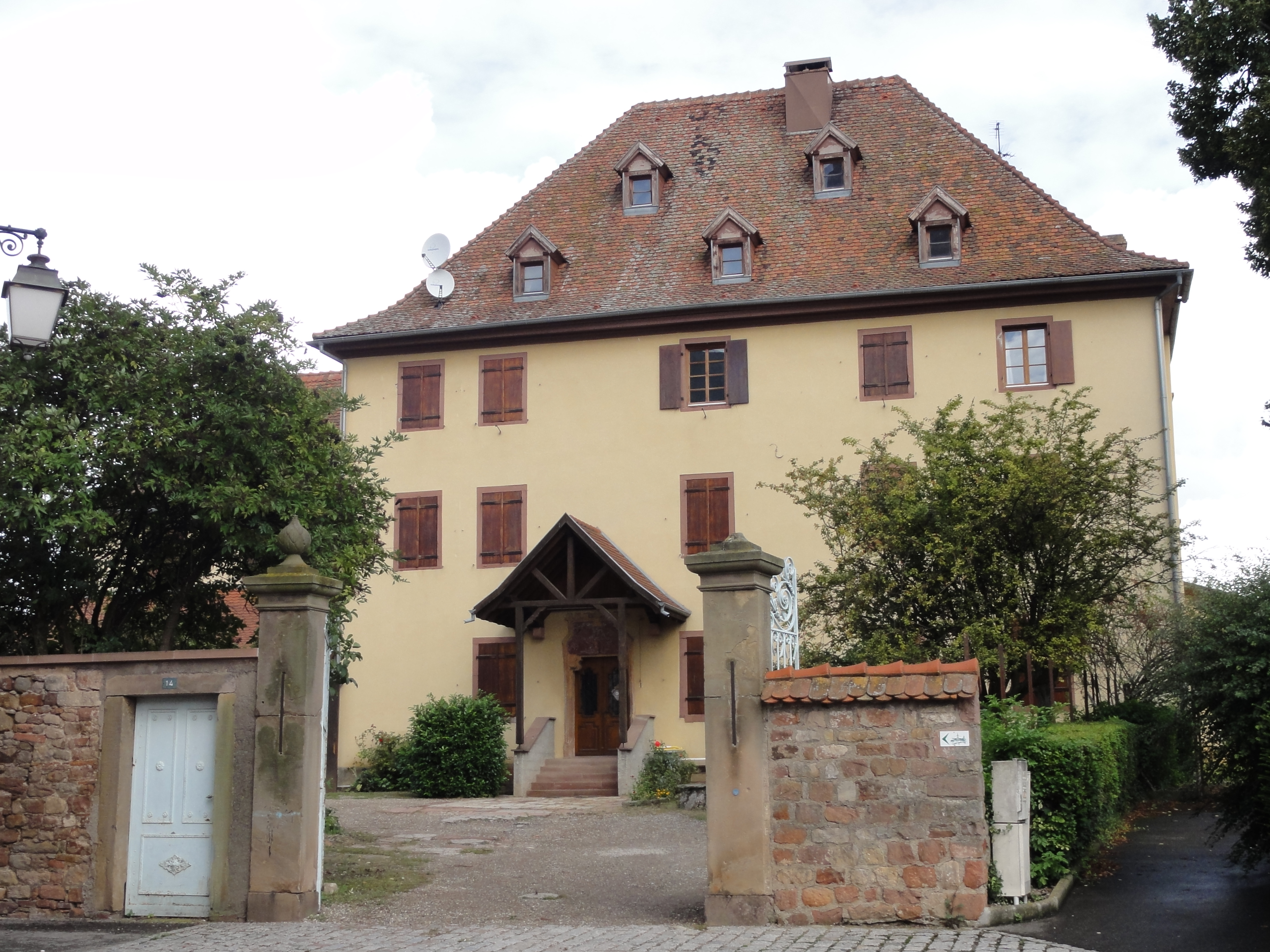
Maison épiscopale dite Maison de l'Évêque (XVe-XVIIIe).
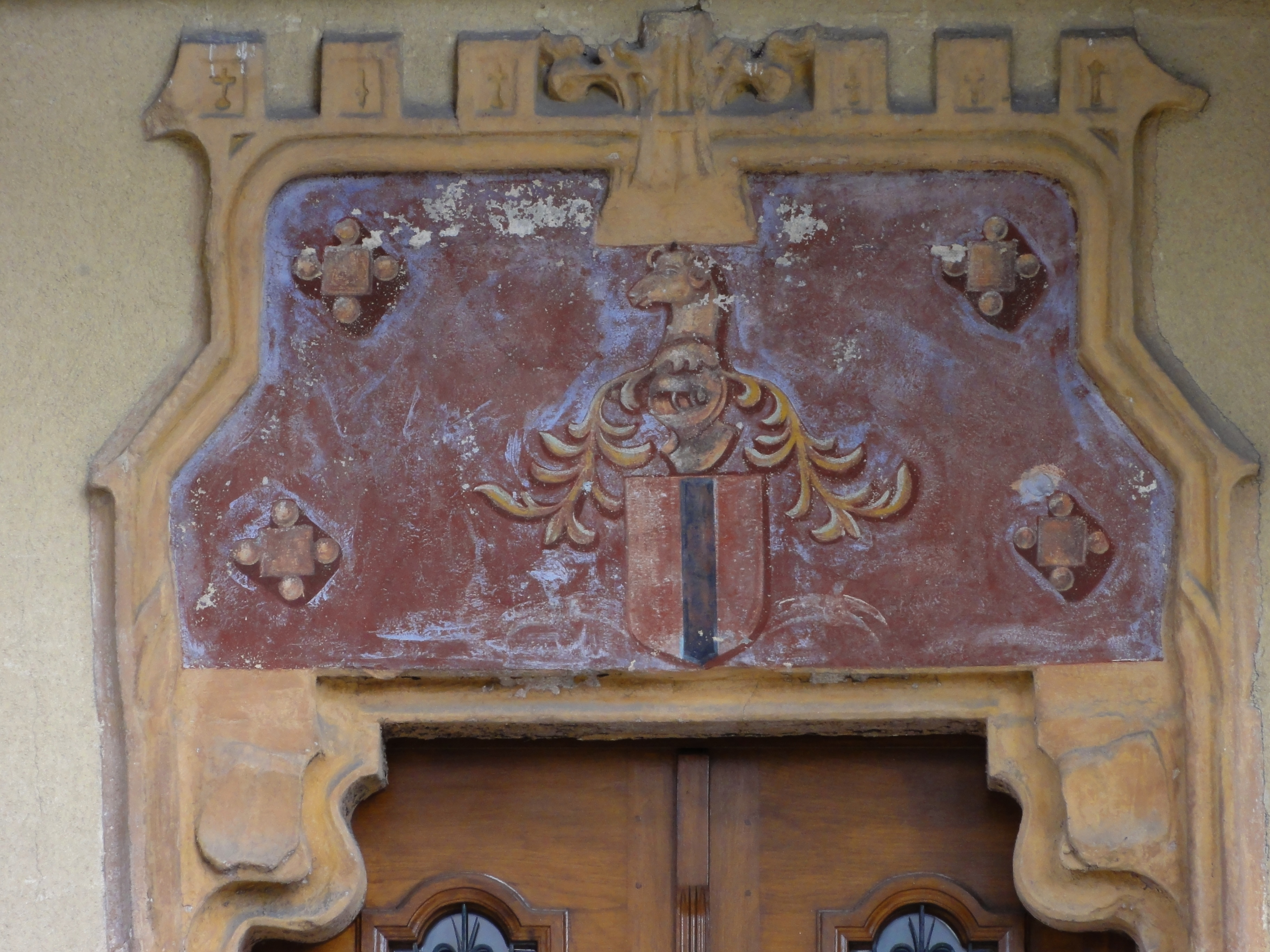
Linteau de porte de la maison épiscopale.
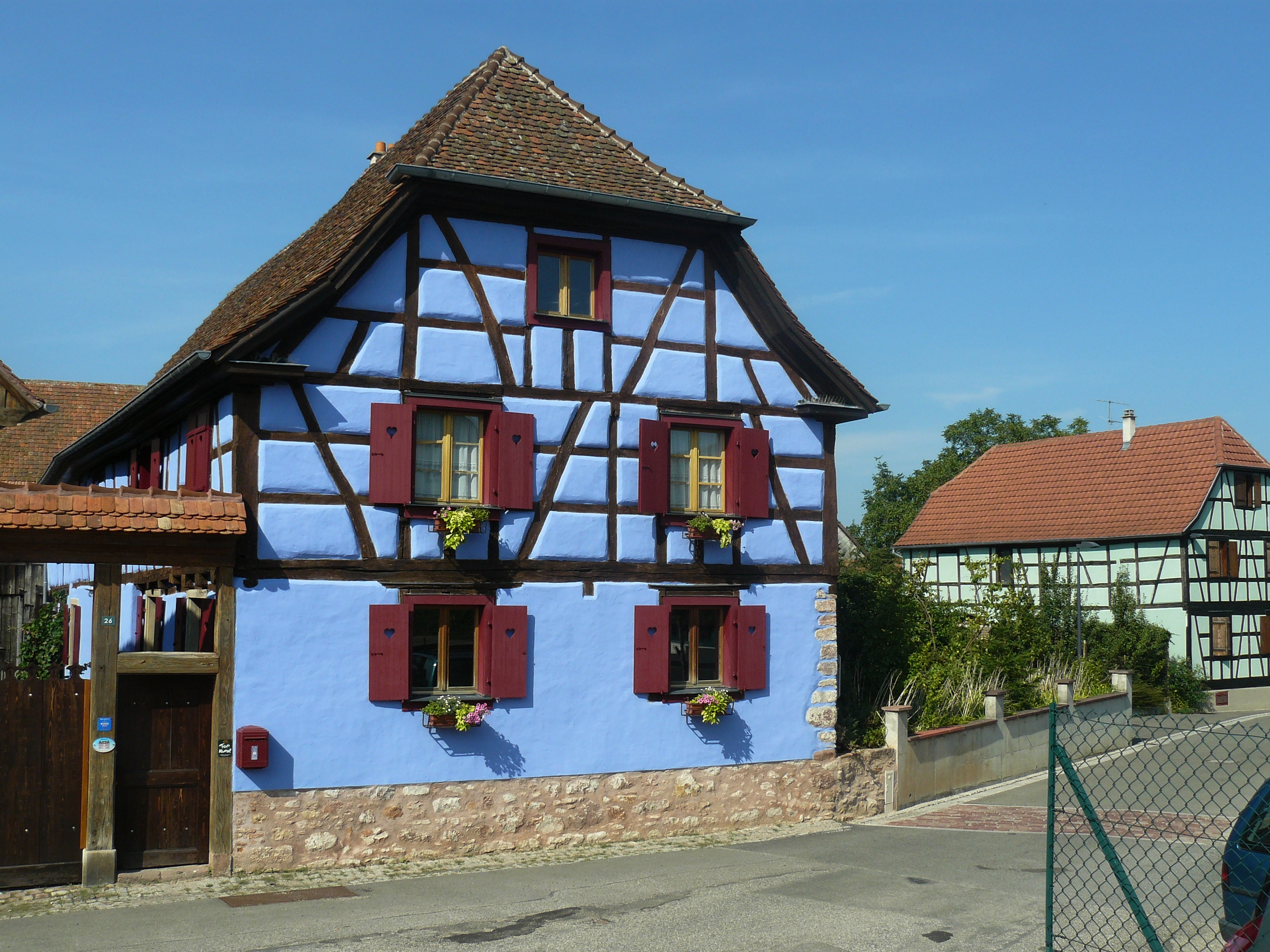
Maison à colombages.

## Jumelage
- Welkenraedt (Belgique).

### Personnalités liées à la commune
- Joseph Antoine Charles de Muller (1775-1853) : militaire, Baron d'Empire, officier de la Légion d'honneur, né à Epfig ;
- Maurice Keller (1905-1945) : gendarme, résistant, né à Epfig et mort en déportation.